# Diego de Nicuesa
Diego de Nicuesa (Torredonjimeno, 1464 – Mar dei Caraibi, 1511) è stato un esploratore e conquistador spagnolo.

## Biografia
Nel 1506 gli fu assegnato il governo della Costa Rica, ma partì per le coste di Panama. Si diresse verso le terre del nord, contro la resistenza dei popoli nativi. La combinazione di guerriglia e malattie tropicali uccise metà della sua spedizione prima che egli decidesse di rinunciare alla missione.
Attorno al 1509, grazie ad una concessione terriera garantitagli dal re di Spagna, divenne fondatore e governatore della colonia di Castilla de Oro, nell'odierna Panamá, uno dei primi insediamenti spagnoli in America (diverse fonti forniscono date comprese tra il 1508 ed il 1510). Qui adottò India Catalina.
Nel 1510 fondò Nombre de Dios.
Nel 1511 la colonia di Darién, considerando Nicuesa un pazzo tiranno, decise tramite voto di esiliarlo. Nicuesa e la sua ciurma annegarono durante il ritorno ad Hispaniola.